# Wiskott-Aldrichs syndrom
Wiskott-Aldrichs syndrom är ett ovanligt syndrom som bland annat innebär bristande immunförsvar. Syndromet har fått sitt namn efter de två läkarna Alfred Wiskott och senare Robert Anderson Aldrich.
Wiskott-Aldrichs syndrom är ärftligt och förekommer endast hos pojkar. Syndromet finns i flera former, men den klassiska formen kännetecknas av allergier, lågt antal blodplättar (trombocyter) och kombinerad immunbrist.